# Тјудорска ружа
Тјудорска ружа (енгл. Tudor rose) традиционални је хералдички амблем Енглеске и потиче од династије Тјудор.
Када је Хенри Тјудор преузео круну Енглеске од Ричарда III након битке код Босворта, на тај начин је ставио тачку на Рат ружа између Ланкастера (Црвена ружа) и Јорка (Бела ружа). Мајка му је била Маргарет Бофор од Ланкастера, док му је отац био Едмунд Тјудор, први гроф Ричмонда; оженио се Елизабетом од Јорка како би ујединио све династије. 
Тако је створио Тјудорску ружу, обједињујући белу јоршку ружу са црвеном јоршком ружом.

## Порекло
Када је Хенри VII узео круну Енглеске од Ричарда III након битке код Босворта 1485. године, окончао је рат ружа између куће Ланкастер (која употребљава значку црвених ружа) и куће Јорк (која употребљава бело-розе значку).

## Погледати
- Застава Енглеске
- Грб Енглеске
- Црвена ружа Ланкастера
- Династија Тјудор
- Рат ружа
- Бела ружа Јорка